# 17-та армія (Третій Рейх)
17-та а́рмія (нім. 17. Armee) — польова армія Вермахту в роки Другої світової війни.

## Історія

### Перше формування
17-та польова армія (17. Armee) сформована 20 грудня 1940 року на базі 2-го корпусного округу (нім. Wehrkreis II). До початку кампанії проти СРСР з'єднання армії виконували охоронні функції на східному кордоні.
22 червня 1941 року частини армії перейшли в наступ у складі групи армій «Південь» (нім. Heeresgruppe Süd). Вони наступали у складі ударного угрупування через Львів, Тернопіль, вели бої на укріплених рубежах в Західній Україні. Наступаючи через Проскурів і Вінницю з'єднання армії оточили і знищили в районі Умані угрупування Червоної Армії, вийшли до Дніпра, форсували його і захопили великі плацдарми на лівому березі, Полтаву і Дніпропетровськ. В ході подальшого наступу частини армії просунулися на схід до річки Сіверський Донець, зайняли оборону в районі Донбасу, де і вели бої до середини 1942 роки.
11 липня 1942 року частини армії перейшли в наступ в районі нижньої течії Дона, форсували його, захопили Ростов-на-Дону, вели наступальні бої на території Кубані, західній частині Північного Кавказу, частково захопили Новоросійськ, проте повністю виконати поставлених завдань не удалося. У серпні й вересні 1942 року армія також носила найменування армійської групи Руоффа (нім. Armeegruppe Ruoff).
З 1 січня 1943 року з'єднання армії почали відступати із зайнятих раніше позицій, залишили територію Кубані, були витиснені на Таманський півострів, звідки на початку жовтня 1943 року була закінчена їх евакуація до Криму. Тут частини армії зазнали поразки навесні 1944 року, і їх залишки 12 травня 1944 роки були остаточно знищені. Штаб армії був евакуйований і до 25 липня 1944 року знаходився в резерві групи армій «Південна Україна» (нім. Heeresgruppe Sϋdukraine).
26 липня 1944 року з'єднання армії був введені проти військ 1-го Українського фронту, що наступали, проте стримати їх не змогли і відступили в південні райони Польщі і східні області Чехословаччини. Тут вони тримали оборону до 15 січня 1945 року. З цього дня почався практично безупинний відступ армії в західному напрямі, оборонні бої в Західній Галичині, Верхній Сілезії, в районі Бреслау.
Капітулювала армія 9 травня 1945 року.

## Командування

### Командувачі
- генерал від інфантерії Карл-Генріх фон Штюльпнагель (нім. Karl-Heinrich von Stülpnagel) (20 грудня 1940 — 5 жовтня 1941);
- генерал-полковник Герман Гот (нім. Hermann Hoth) (5 жовтня 1941 — 20 квітня 1942);
- генерал-полковник Ганс фон Зальмут (нім. Hans von Salmuth) (20 квітня — 1 червня 1942);
- генерал-полковник Ріхард Руофф (нім. Richard Ruoff) (1 червня 1942 — 24 червня 1943);
- генерал від інфантерії, з 30 січня 1944 генерал-полковник Ервін Єнеке (нім. Erwin Jaenecke) (24 червня 1943 — 2 березня 1944);
- генерал гірсько-піхотних військ Фердинанд Шернер (нім. Ferdinand Schörner) (2 — 14 березня 1944);
- генерал-полковник Ервін Єнеке (нім. Erwin Jaenecke) (14 березня — 30 квітня 1944);
- генерал від інфантерії Карл Альмендінгер (нім. Karl Allmendinger) (1 травня — 25 липня 1944);
- генерал від інфантерії Фрідріх Шульц (нім. Friedrich Schulz) (25 липня 1944 — 30 березня 1945);
- генерал від інфантерії Вільгельм Хассе (нім. Wilhelm Hasse) (30 березня — 8 травня 1945).

## Нагороджені армії
Нагороджені дивізії
|  | Кавалери Золотого Німецького Хреста                                     | 3                                                                        |
|  | Кавалери Срібного Німецького Хреста                                     | 6                                                                        |
|  | Кавалери Лицарського хреста Залізного хреста з Дубовим листям та Мечами | 1 (№ 135 генерал від інфантерії Фрідріх Шульц — 26.02.1945)              |
|  | Кавалери Лицарського хреста Залізного хреста                            | 1 (№ ? генерал від інфантерії Карл-Генріх фон Штюльпнагель — 21.08.1941) |
|  | Кавалери ордену Михая Хороброго ІІ ступеня (Румунія)                    | 1 (Nr. 3316 генерал інженерних військ Ервін Єнеке — 23.12.1943)          |
|  | Кавалери ордену Михая Хороброго ІІІ ступеня (Румунія)                   | 5                                                                        |

## Нагороджені формувань армії
Нагороджені дивізії
Нагороджені Сертифікатом Пошани Головнокомандувача Сухопутних військ для військових формувань Вермахту за збитий літак противника
- 9 жовтня 1941 — 3-тя рота 305-го будівельного батальйону армії за дії 10 вересня 1941 (3).

|  | Кавалери Золотого Німецького Хреста                                                                        | 4 |
|  | Кавалери Лицарського хреста Залізного хреста                                                               | 1 |
|  | Кавалери Почесної застібки Сухопутних військ «Почесна застібка на орденську стрічку для Сухопутних військ» | 1 |

- Нагороджені Сертифікатом Пошани Головнокомандувача Сухопутних військ за збитий літак противника (2)

## Склад армії
| З'єднання 17-ї армії | |
| Постійні             | |
| з 1940               | - 550-та комендатура тилу (Korück 550); - 591-ше армійське управлення постачань (Kommandeur der Armee-Nachschubtruppen 591); - 596-й армійський полк зв'язку (Armee-Nachrichten-Regiment 596); - 304-те головне артилерійське командування (Höheres Arko 304).                                                                                   |
| Непостійні           | |
| 15 січня 1941:       | - 7-й армійський корпус (VII. Armeekorps); - 9-й армійський корпус (XVIII. Armeekorps); - 17-й армійський корпус (XVII. Armeekorps); - 14-й моторизований корпус (XIV. Armeekorps (mot.); - 40-й моторизований корпус (XXXX. Armeekorps (mot.); - 34-те головне корпусне командування спеціального призначення (XXXIV. Höheres Kommando z.b.V.). |
| 7 серпня 1941        | - 4-й армійський корпус (IV. Armeekorps); - 52-й армійський корпус (LII. Armeekorps); - 49-й гірський корпус (XXXXIX. Gebirgs-Armeekorps). |
| 11 травня 1942       | - 4-й армійський корпус; - 44-й армійський корпус (XXXXIV. Armeekorps); - 52-й армійський корпус. |
| 1 грудня 1942        | - 5-й армійський корпус (V. Armeekorps); - 44-й армійський корпус; - 49-й гірський корпус; - група «Фюрстер» (Gruppe Förster); - кавалерійський корпус (румунський) (rumänisch Kavallerie-Korps). |
| 1 червня 1943        | - 5-й армійський корпус; - 44-й армійський корпус; - 49-й гірський корпус; - кавалерійський корпус (румунський) (rumänisch Kavallerie-Korps). |
| 3 грудня 1943        | - 5-й армійський корпус; - 49-й гірський корпус. |
| 15 квітня 1944       | - 5-й армійський корпус; - 49-й гірський корпус; - кавалерійський корпус (румунський) (rumänisch Kavallerie-Korps); - 1-й гірський корпус (румунський) (rumänisch Gebirgs-Armeekorps). |
| 26 листопада 1944    | - 59-й армійський корпус (LIX. Armeekorps); - 11-й корпус СС (XI. SS-Armeekorps). |
| 7 травня 1945        | - 8-й армійський корпус (VIII. Armeekorps); - 17-й армійський корпус; - 40-й танковий корпус (XXXX. Panzerkorps). |